# Pandémie de Covid-19 en Martinique
La pandémie de Covid-19 a atteint le département et région d'outre-mer (DROM) de la Martinique en mars 2020. 

## Chronologie
Au 5 juin 2020 la Martinique compte 202 cas confirmés positifs et 14 décès. 
En mars 2021, on compte 55 morts dus à la covid 19 depuis le début de la pandémie, mais la Martinique commence à être touchée par la troisième vague due au variant anglais ou alpha.
Début juillet 2021, avec un nombre de cas positifs multiplié par 10 en deux semaines, la quatrième vague (variant delta ou indien) amplifiée par le faible taux de vaccination (seuls 14% de la population ont reçu les deux doses mi-juillet puis 20% au 11 août) frappe la Martinique,.
Au 13 août 2021, l’ARS de la Martinique décompte plus de 30 000 cas positifs et 221 morts dus à la Covid 19 depuis le début de l’épidémie (mars 2020), ainsi que 360 personnes hospitalisées dont 54 en réanimation (aucun vacciné) provoquant la saturation des services hospitaliers de l’île. Depuis le 30 juillet 2021, des patients sont évacués des Antilles vers l’hexagone.

## Statistiques
Au 22 mai 2020, il n’y a plus de malades de la Covid-19 en service de réanimation; au total 197 cas ont été détectés positifs, parmi ces cas confirmés on compte 101 femmes et 96 hommes.
• 3 sont âgés de 0 à 14 ans
• 47 sont âgés de 15 à 44 ans
• 84 ont entre 45 et 64 ans
• 47 sont âgés de 65 à 74 ans
• 16 ont plus de 75 ans

## Historique et mesures locales
- Premiers cas de Covid-19 recensés le 5 mars 2020. Deux personnes confirmées positives séjournant dans un hôtel des Trois-Ilets[9]. Une de ces deux personnes, une femme médecin suisse, était venue pour participer à un séminaire de cancérologie[10].
- Le 16 mars 2020, à la suite des déclarations du président de la République, les crèches, les écoles, les collèges, les lycées, les universités et les stades sont fermés jusqu'à nouvel ordre[11].
- Le 21 mars 2020, un arrêté préfectoral interdit les vols entre la métropole et la Martinique et soumet à dérogation les déplacements ayant un motif légitime et sérieux[12].
- Le 1er avril 2020, le couvre-feu est instauré en Martinique jusqu'à nouvel ordre. Il est interdit de quitter son domicile entre 20 heures et 5 heures du matin[13].
- À partir du 20 avril 2020, toute personne arrivant en Martinique est placée dans un des trois centres de confinement pour quinze jours[14].
- À partir du 11 mai 2020, toute personne entrant en Martinique est placée en quarantaine pour quatorze jours soit à domicile, soit dans un lieu d'hébergement collectif. La personne placée en quarantaine est dans l'obligation à son arrivée d'effectuer un test de dépistage virologique[15].
- Le couvre feu reste maintenu après le 11 mai 2020 jusqu'au 2 juin 2020 avec de nouveaux horaires: de 21 heures à 4 heures du matin. L'accès aux plages quant à lui, reste interdit[16].
- Le 15 mai 2020, l'arrêté prefectoral prévoyant le couvre feu jusqu'au 2 juin 2020 a été suspendu sur décision du tribunal administratif[17].
- Du 21 mai au 1er juin 2020, les plages de dix communes (Basse Pointe, Le Carbet, Case Pilote, Le Diamant, Fort de France, Le François, Le Lorrain, Saint-Pierre, Sainte-Marie, Les trois-Ilets), ainsi que, du 23 au 31 mai, plusieurs plages des communes de Schœlcher et de La Trinité, sont rouvertes dans le respect des règles suivantes : ouverture des plages du lever du soleil jusqu'à 11 heures et de 16 heures à 18h30. Sont autorisés l'exercice physique et les pratiques sportives nautiques individuelles au départ de la plage. Interdiction de présence statique, de la pratique de sports collectifs et de contact, de l'organisation de repas et des regroupements de plus de 10 personnes. La distanciation physique doit respecter au moins un mètre entre deux personnes. Les maires des communes concernées s'assureront du respect des règles en procédant à des contrôles réguliers[18].
- En dépit de la fin du confinement de juin 2020 et d’une présence très faible du virus sur l’île, la plupart des écoles (fermées depuis le début des grèves en décembre 2019) resteront fermées jusqu’en septembre 2020; créant le risque d’une aggravation des inégalités avec la métropole[19]. En face du refus de certains maires et du président du conseil exécutif de la Martinique, « la préfecture et l’académie de Martinique demandent aux maires de rouvrir les écoles »[20].
- Le 10 août 2021, à la suite de la saturation des établissements hospitaliers de l’île, due à la quatrième vague et au faible taux de vaccination[21], la Martinique repasse en confinement strict (zone de libre circulation  réduite à un kilomètre autour du domicile, sauf attestation dérogatoire) pour trois semaines, les touristes non vaccinés et vulnérables[22] sont invités à quitter l’île[23],[24].
- En septembre 2021, la diffusion par l’Ordre des médecins d’un protocole pour la prise en charge des patients en fin de vie à domicile atteints de Covid soulève des débats éthiques[25],[26],[27].

## Présence de médecins cubains
En 2020, au début de la pandémie de Covid-19, la sénatrice Catherine Conconne dépose un amendement (adopté par décret) afin d’autoriser des médecins cubains à exercer en Martinique. Les autorités cubaines ont reçu officiellement 300 000 euros pour la présence de ces 15 médecins pendant trois mois dans l'île, hors hébergement et 23 euros par jour et par médecin (leur salaire reste toutefois inconnu). Cependant, ignorant de la langue française, de la pharmacopée française et n'ayant pas le droit de plein exercice, ils ont exercé comme des stagiaires toujours supervisés par un médecin français. Pour la sénatrice Catherine Conconne :« C’était du tourisme médical qui a coûté très cher pour une opération qui n’a pas servi à grand-chose »,,.

## Renforts de l’hexagone
Le 10 août 2021, devant la saturation des hôpitaux de l’île à la suite de la 4ème vague, 125 soignants sont arrivés en renfort au CHUM (centre hospitalier universitaire de Martinique) et à la clinique Saint-Paul. Des renforts médicaux et paramédicaux réquisitionnés ou volontaires se relaient sur place en août et septembre 2021. Des renforts médicaux et paramédicaux militaires sont présents sur toute la période permettant la création d’un service de réanimation supplémentaire dans les anciens blocs opératoires de l’hôpital. 